# 木下栄一郎
木下 栄一郎（きのした えいいちろう、1941年（昭和16年）8月30日 - ）は、日本の経営者。名古屋鉄道前会長。元日本銀行理事。香川県出身。

## 略歴
- 1964年（昭和39年）3月 東京大学法学部卒業
- 1964年（昭和39年）4月 日本銀行入行
- 1996年（平成8年）2月 日本銀行理事大阪支店長
- 1998年（平成10年）9月 NTTシステム技術株式会社顧問
- 1998年（平成10年）12月 株式会社ボストンコンサルティンググループ特別顧問
- 1999年（平成11年）11月 NTTシステム技術株式会社取締役会長
- 2001年（平成13年）5月 名古屋鉄道株式会社顧問
- 2001年（平成13年）6月 名古屋鉄道株式会社専務取締役
- 2002年（平成14年）5月 株式会社金沢名鉄丸越百貨店取締役
- 2002年（平成14年）6月 名古屋鉄道株式会社代表取締役副社長
- 2002年（平成14年）6月 北陸鉄道株式会社取締役
- 2004年（平成16年）6月 名鉄運輸株式会社監査役
- 2005年（平成17年）6月 豊橋鉄道株式会社監査役
- 2005年（平成17年）6月 矢作建設工業株式会社監査役
- 2005年（平成17年）6月 東海テレビ放送株式会社監査役
- 2005年（平成17年）6月 株式会社ミヤコー取締役
- 2005年（平成17年）10月 名古屋鉄道株式会社代表取締役社長
- 2008年（平成20年）3月 株式会社犬山カンツリー倶楽部取締役
- 2008年（平成20年）6月 中部日本放送株式会社取締役
- 2009年（平成21年）6月 名古屋鉄道株式会社代表取締役会長
- 2011年（平成21年）6月 名古屋鉄道株式会社取締役相談役
- 2012年（平成24年）6月 名古屋鉄道株式会社相談役